# 杜悆
杜悆，字忠恕。辽朝官员。
杜悆被任命为枢密副使加户部尚书，特赐忠亮二字功臣，乾统十年（1110年），担任枢密直学士、崇禄大夫、行左散骑常侍、签枢密院事、上柱国、京兆郡开国公，食邑二千户，食实封二百户，撰写汉文版义和仁寿皇太叔哀册。天庆元年（1111年）六月改授参知政事，签枢密院事，迁太子少傅，加赐佐理功臣，次年正月，奏诏权知贡院翰林侍读学士，权昭文馆直学士李逢晨等共为金全，二年授特进守左仆射。以忠亮佐理功臣、特进、守太尉、太保、上柱国，京兆郡开国公，食邑二千五百户，食实封二百五十户致仕，其子贡物副使杜叔彦。墓志铭为致仕前燕京留守判官、中散大夫、守鸿胪少卿，上骑都尉、荥阳县开国子、食邑五百户、赐紫金鱼袋郑皓所撰。曾祖父杜惟一，赠侍中；祖父杜随，给事中；叔祖父杜渐，崇禄卿；叔祖父杜防、南府宰相、太师兼中书令，尚父、韩王；父亲杜公谔，翰林学士，致仕，赠太子少保；从叔（杜防之子）杜公谓，礼部尚书兼门下侍郎平章事、监修国史、知枢密使事、赠中书令。